# Tagoropsis variabile
Tagoropsis variabile är en fjärilsart som beskrevs av Pierre E.L. Viette 1982. Tagoropsis variabile ingår i släktet Tagoropsis och familjen påfågelsspinnare. Inga underarter finns listade i Catalogue of Life.